# EUBAM Moldàvia/Ucraïna

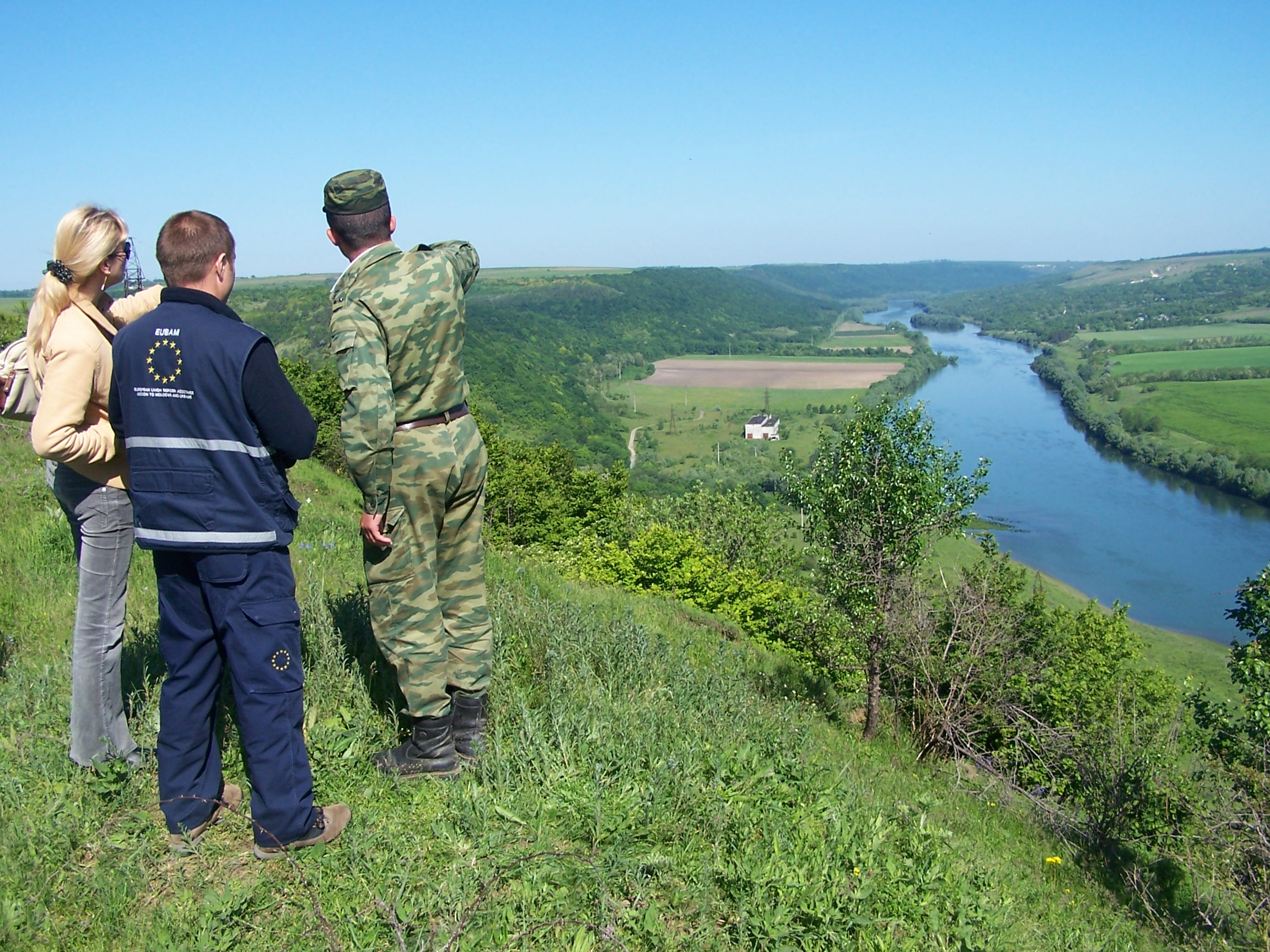
Control de la frontera

L'EUBAM Moldàvia/Ucraïna (Missió d'Assistència Fronterera de la Unió Europea a Moldàvia i Ucraïna) és una missió d'ajuda de la Unió Europea posada en marxa el novembre de 2005 amb la finalitat de promoure normes i pràctiques de control fronterer, duaneres i comercials que compleixen els estàndards de la Unió Europea i que atenguin les necessitats dels seus dos països associats, Ucraïna i Moldàvia. És un òrgan assessor tècnic amb seu a Odesa (Ucraïna). Té una oficina d'enllaç a Chisinau i sis oficines de camp; tres en el costat moldau de la frontera (Chisinau, Otaci, Basarabeasca) i tres en el costat ucraïnès (Odesa, Kuchurhan, Podilsk). Les activitats de l'EUBAM promouen el desenvolupament econòmic i milloren la seguretat regional. La missió contribueix a la cooperació transfronterera i la construcció de la confiança, ajudant a millorar l'eficiència, la transparència i la seguretat a la frontera entre Ucraïna i Moldàvia.

## Història
L'EUBAM es va posar en marxa en resposta a una carta conjunta dels presidents de Moldàvia i Ucraïna, Vladimir Voronin i Víktor Iúsxenko. En aquesta carta de 2 de juny de 2005 Voronin i Iúsxenko van demanar a la Unió Europea que els proporcionés suport addicional en l'administració de tota la frontera comuna, control de fronteres i de duanes. El 7 d'octubre de 2005 es va signar un conveni sobre la Missió d'Assistència Fronterera.
La cerimònia oficial d'obertura de l'EUBAM va tenir lloc el 30 de novembre de 2005 a Odesa amb la presència de l'alt representant de la Política Exterior i de Seguretat Comuna del Consell de la Unió Europea Javier Solana, la Comissària Europea de Relacions Exteriors i Política Europea de Veïnatge, Benita Ferrero-Waldner i els ministres d'Afers Exteriors d'Ucraïna i Moldàvia, Boris Tarasjuk i Andrei Stratan.
La missió va ser dissenyat originalment per a un període de dos anys, però s'ha ampliat diverses vegades des de llavors.

## Objectius
Els objectius de la Missió són:
- Treballar amb Moldàvia i Ucraïna per harmonitzar el control fronterer i les normes i els procediments de duanes i comerç amb els dels Estats membres de la Unió Europea.
- Millorar la cooperació transfronterera entre els agents de la guàrdia fronterera i duaneres i altres organismes de l'ordre; facilitar la cooperació internacional coordinada.
- Ajudar Moldàvia i Ucraïna a complir les obligacions de l'Àrea de Lliure Comerç Profund i Integral (DCFTA) que han signat com a part dels seus Acords d'Associació amb la Unió Europea
- contribuir a la solució pacífica del conflicte de Transnístria a través de mesures de foment de la confiança i una presència de control al segment de Transnístria de la frontera Moldàvia-Ucraïna

## Caps de la missió
- Ferenc Banfi 2008-2012.[3]
- Udo Burkholder 2012-2015[4]
- Andrew Tesoriere 2015- actual.[5]